# Aethomys stannarius
Aethomys stannarius је врста глодара из породице мишева (лат. Muridae). 

## Распрострањење
Ареал врсте је ограничен на мањи број држава. Врста је присутна у Нигерији и Камеруну.

## Станиште
Станишта врсте су шуме, саване и травна вегетација. 

## Угроженост
Подаци о распрострањености ове врсте су недовољни.